# Goethe (Familie)
Die Familie von Johann Wolfgang von Goethe lässt sich bis ins 16. Jahrhundert und in einer „Seitenlinie“ seiner Großnichten und Großneffen bis in die Gegenwart verfolgen.

## Die Großeltern
| - Friedrich Georg Göthe (1657–1730), Schneidermeister in Frankfurt ⚭ Cornelia Walther (1668–1754) 1. Johann Caspar Goethe (1710–1782), Vater von Johann Wolfgang Goethe. | - Johann Wolfgang Textor (1693–1771), Gerichtsschultheiß und kaiserlicher Rat in Frankfurt. ⚭ Anna Margarete Lindheimer (1711–1783) 1. Catharina Elisabeth (1731–1808), Mutter von Johann Wolfgang Goethe. |

## Eltern, Geschwister und Nachkommen
- Johann Caspar Goethe (1710–1782), Doktor der Jurisprudenz und ab 1742 kaiserlicher Rat.

⚭ Catharina Elisabeth Textor (1731–1808), heiratete Goethe im Alter von 17 Jahren.
- 1. Johann Wolfgang Goethe (1749–1832)

⚭ Christiane Vulpius (1765–1816)
- 1. August von Goethe (1789–1830)

⚭ Ottilie Wilhelmine Ernestine Henriette von Pogwisch (1796–1872)
1. Walther Wolfgang von Goethe (1818–1885)
2. Wolfgang Maximilian von Goethe (1820–1883)
3. Alma von Goethe (1827–1844)
- 2. N.N. Goethe (1791–1791)
- 3. Caroline Goethe (1793–1793)
- 4. Carl Goethe (1795–1795)
- 5. Kathinka Goethe (1802–1802)

- 2. Cornelia Friederike Goethe (1750–1777)

⚭ Johann Georg Schlosser (1739–1799), Jurist und Historiker
- 1. Luise Maria Anna Schlosser (1774–1811)

⚭ Georg Heinrich Ludwig Nicolovius (1767–1839)
1. Johann Georg Eduard Nicolovius (1796–1808)
2. Georg Friedrich Franz Nicolovius (1797–1877)
⚭ Clara Henriette Gossen (1805–1852)
3. Friedrich Heinrich Georg Nicolovius (1798–1868)
⚭ Mathilde Caroline Constanza Schaller (1809-...)
4. Georg Ferdinand Nicolovius (1800–1881)
⚭ Emilie Kieschke (1817–1865)
5. Johanna Cornelia Elisabeth Nicolovius (1802–1833)
⚭ Bernhard Jacobi (1801-1843)
6. Theodor Nicolovius (1804–1804)
7. Alfred Georg Nicolovius (1806–1890)
⚭ Nancy Maria Natalie Louise Gramatzki (1814–1900)
8. Klara Nicolovius (1809–1810)
9. Flora Luise Henriette Nicolovius (1811–1879)
⚭ August Kabrun
⚭ Ludwig von Wildenbruch (1803–1874)
- 2. Julie Schlosser (1777–1793) keine Nachkommen

Die Großnichte und Großneffen Goethes (Linie Nicolovius) hatten Nachkommen, die bis heute eine Seitenlinie der Familie Goethe sind.

## Die Enkel Goethes

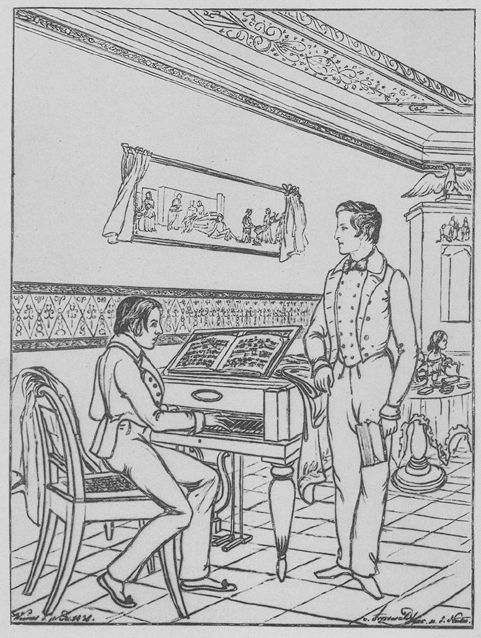
Goethes Enkel 1838 im Juno-Zimmer des Goethehauses; Walther links am Streicher-Flügel sitzend, Wolfgang Maximilian stehend, Alma rechts im Hintergrund

Walther von Goethe, der älteste Enkel, wuchs zusammen mit dem Erbprinzen Carl Alexander auf. Er studierte Musik, gab den Musikberuf nach einer Lebenskrise jedoch auf. Fortan verwaltete er den Familienbesitz und den großväterlichen Nachlass. Er starb als letzter der Enkel. Durch Testament fielen Häuser und Sammlungen Goethes an das Großherzogtum, das Familienarchiv an die Großherzogin Sophie. Daraus entwickelten sich die Weimarer Goethe-Gedenkstätten und -Sammlungen.
Wolfgang von Goethe, das „Wölfchen“, galt als Lieblingsenkel des alten Goethe. Er studierte Jura und Philologie und promovierte 1845 zum Doktor der Rechte. 1852 bis 1860 war er im diplomatischen Dienst Preußens (Legationsrat 1860). Aus Gesundheitsgründen quittierte er den Dienst und lebte fortan als Privatgelehrter.
Alma von Goethe, das jüngste Enkelkind, entwickelte sich zu einem lebenslustigen Mädchen. Sie starb jedoch kurz vor ihrem 17. Geburtstag an Typhus.
Alle Enkel Goethes blieben kinderlos.

## Vorfahren aus dem 13. Jahrhundert
Auch bei einem gewissen Christ namens Johann Soldan wird davon ausgegangen, dass er zu Vorfahren und Ahnen von Goethe gehört. Der ursprünglich türkische Offizier mit dem Namen Sadok Seli Soltan wurde damals als Beutetürke während der Kreuzzüge verschleppt und christlich getauft. Das Besondere an ihm ist, dass er vermutlich der erste türkische Deutsche in Deutschland war, der urkundlich nachgewiesen werden kann. Bereits Engelmann (1984) zählte Johann Soldan zur Ahnenreihe Johann Wolfgang von Goethes, von dem man seit dem 19. Jahrhundert weiß, dass er mütterlicherseits einen orientalischen Vorfahren hat. Wohl gibt es keinen sicheren Nachweis für die Abstammung Goethes von Soldan, doch Hinweise aus einer Familienchronik des 16. Jahrhunderts deuten für diesen orientalischen Vorfahren auf die Gegend um Brackenheim. Die These wurde zuletzt von Werner Ulrich Deetjen anlässlich des 700-jährigen Jubiläums der Soldan-Taufe 2005 vertreten. Die mögliche Verwandtschaft mit Soldan bestätigt jedoch nicht das anderweitig vor allem in arabischen Ländern kursierende Gerücht, dass Goethe Muslim gewesen sei.

## Sekundärliteratur
- Siegfried Rösch: Goethes Verwandtschaft. Versuch einer Gesamtverwandtschaftstafel mit Gedanken zu deren Theorie. Degener, Neustadt an der Aisch 1956.
- Karsten Hein: Ottilie von Goethe (1796–1872). Biographie und literarische Beziehungen der Schwiegertochter Goethes (= Europäische Hochschulschriften. Reihe 1: Deutsche Sprache und Literatur, Band 1782). Peter Lang, Frankfurt am Main u. a. 2001, ISBN 3-631-37438-0 (Dissertation Universität Düsseldorf 2001, 698 Seiten).
- Karsten Hein: Ottilie von Goethe. Einsichten in das Haus am Frauenplan. In: Andreas Remmel, Paul Remmel (Hrsg.): Goethe-Blätter. Schriftenreihe der Goethe-Gesellschaft Siegburg e. V. Band IV. Bernstein, Bonn 2008, ISBN 978-3-9809762-4-4.